# Odites
Odites é um gênero de traça pertencente à família Agonoxenidae.